# Massacres des turco-musulmans durant l'Empire Ottoman
Les massacres de musulmans et de Turcs désignent une série de violences, d’épuration ethnique, de massacres et de déportations qui ont visé les musulmans et les Turcs vivant dans les Balkans, le Caucase et l’Anatolie entre le début du XIXe siècle et les premières décennies du XXe siècle.
Ces événements, survenus dans le contexte du recul de l’Empire ottoman et de l’émergence des nationalismes, ont provoqué la mort ou l'exil de millions de civils. Ils sont aujourd’hui étudiés par les historiens dans le cadre plus large des processus de formation des États-nations et des politiques de purification ethnique. Les périodes les plus marquantes de ces violences incluent la guerre d'indépendance grecque, les guerres balkaniques, la Première Guerre mondiale et la guerre gréco-turque (1919-1922).

## Contexte historique
Selon l’historien Justin McCarthy, environ 5,5 millions de sujets ottomans musulmans ont été expulsés d’Europe entre 1821 et 1922, dont plus de 5 millions seraient morts ou morts en exil, fuyant les zones de guerre. Le rapport Carnegie Endowment de 1914 qualifie ces déplacements forcés de nettoyage ethnique sans précédent en Europe.

## Estimations de population
- Vers 1900, la région des Balkans contrôlée par les Ottomans comptait environ 4,4 millions de musulmans[3].
- De 1912 à 1926, environ 2,9 millions de musulmans auraient été tués ou déplacés[4].
- Certains chercheurs estiment jusqu’à 2,5 millions de morts au total durant la Première Guerre mondiale et la guerre d’indépendance turque[5].

## Périodes de massacres

### Guerre d’indépendance grecque (1821–1829)
Au début de la guerre d'indépendance grecque, environ 15 000 musulmans et juifs ont été tués en Morée, notamment lors du massacre de Tripolitsa.

### Guerre russo-turque (1877–1878)
Les affrontements dans le Caucase et les Balkans ont entraîné la mort de 250 000 à 600 000 musulmans ottomans.

### Guerres balkaniques (1912–1913)
Plus d’1,5 million de musulmans furent massacrés ou expulsés. De nombreuses atrocités sont rapportées en Macédoine, en Bulgarie et en Albanie.
Les massacres de musulmans et de Turcs désignent une série de violences, d’épuration ethnique, de massacres et de déportations qui ont visé les musulmans et les Turcs vivant dans les Balkans, le Caucase et l’Anatolie entre le début du XIXe siècle et les premières décennies du XXe siècle.
Ces événements, survenus dans le contexte du recul de l’Empire ottoman et de l’émergence des nationalismes, ont provoqué la mort ou l'exil de millions de civils. Ils sont aujourd’hui étudiés par les historiens dans le cadre plus large des processus de formation des États-nations et des politiques de purification ethnique. Les périodes les plus marquantes de ces violences incluent la guerre d'indépendance grecque, les guerres balkaniques, la Première Guerre mondiale et la guerre gréco-turque (1919-1922).

## Contexte historique
Selon l’historien Justin McCarthy, environ 5,5 millions de sujets ottomans musulmans ont été expulsés d’Europe entre 1821 et 1922, dont plus de 5 millions seraient morts ou morts en exil, fuyant les zones de guerre. Le rapport Carnegie Endowment de 1914 qualifie ces déplacements forcés de nettoyage ethnique sans précédent en Europe.

## Estimations de population
- Vers 1900, la région des Balkans contrôlée par les Ottomans comptait environ 4,4 millions de musulmans[3].
- De 1912 à 1926, environ 2,9 millions de musulmans auraient été tués ou déplacés[4].
- Certains chercheurs estiment jusqu’à 2,5 millions de morts au total durant la Première Guerre mondiale et la guerre d’indépendance turque[5].

## Périodes de massacres

### Guerre d’indépendance grecque (1821–1829)
Au début de la guerre d’indépendance grecque, environ 15 000 musulmans et juifs ont été tués en Morée, notamment lors du siège de Tripolizza.

### Guerre russo-turque (1877–1878)
Les affrontements dans le Caucase et les Balkans ont entraîné la mort de 250 000 à 600 000 musulmans ottomans.

### Guerres balkaniques (1912–1913)
Plus d’1,5 million de musulmans furent massacrés ou expulsés. De nombreuses atrocités sont rapportées en Macédoine, en Bulgarie et en Albanie.

### Première Guerre mondiale (1914–1918)
En mars 1918, les massacres d'Urmia causent la mort d’environ 10 000 musulmans au nord-ouest de l'Iran, par des groupes armés assyriens et arméniens.

### Guerre gréco-turque et période de 1919–1922
Au cours de la Guerre gréco-turque (1919-1922), de nombreux massacres et atrocités furent commis, notamment contre les civils musulmans et turcs, par les forces grecques, parfois appuyées par des groupes armés irréguliers.
- Le Massacre de Menemen (16 juin 1919) vit l'exécution de plusieurs dizaines de civils turcs après l'occupation de la ville par l’armée grecque[10].

- L’Incendie de Manisa en 1922, souvent attribué aux forces grecques en retraite, aurait causé la mort de milliers de musulmans et la destruction presque totale de la ville[11].

- L’Incendie de Smyrne (septembre 1922), survenu lors de la reprise de la ville par les forces kémalistes, entraîna la mort de nombreux civils. Si les victimes grecques et arméniennes sont plus souvent mises en avant, des sources turques mentionnent aussi plusieurs centaines de musulmans morts dans les incendies ou tués en représailles[12].

- Les Massacres de la péninsule de Yalova (1921) sont l’un des cas les plus documentés de meurtres massifs de civils turcs par des forces irrégulières arméniennes et grecques, selon des rapports d'observateurs occidentaux comme Maurice Gehri[13].

- L’Incident de Kaç Kaç, survenu en 1920 dans la région de Çukurova, a vu des milliers de civils turcs fuir les troupes franco-arméniennes. De nombreuses pertes civiles furent enregistrées à cause des combats, des attaques et des maladies lors de l’exode.

### Échange de populations entre la Grèce et la Turquie (1923)
La Grande Catastrophe (en grec « Μικρασιατική Καταστροφή ») fait référence à la défaite militaire grecque en Asie mineure en septembre 1922, à la suite de la guerre gréco-turque (1919-1922). Cet événement a provoqué un bouleversement démographique et humanitaire majeur dans la région. La défaite grecque entraîna l’exode d’environ 1,5 million de Grecs d’Anatolie occidentale, de Cilicie, de Pont et de Cappadoce, soit de l’ensemble de l’espace anatolien sous contrôle turc.
Mais si la mémoire collective hellénique retient cette catastrophe comme la fin de l’hellénisme d’Asie, elle s’accompagna également de déplacements forcés de populations musulmanes. En janvier 1923, la Convention d'échange de populations entre la Grèce et la Turquie fut signée sous l'égide de la Société des Nations, officialisant un échange obligatoire fondé sur des critères religieux : près de 500 000 musulmans de Grèce furent ainsi expulsés vers la Turquie, notamment depuis la Macédoine, la Thessalie, l’Épire et les îles de la mer Égée.
Cet échange forcé s’est accompagné de nombreux drames humains. Des dizaines de milliers de musulmans sont morts en route à cause de la famine, des maladies ou des violences. Bien que les violences contre les populations grecques en Anatolie aient été largement documentées dans les sources occidentales, des massacres ou représailles visant les musulmans turcs dans les Balkans ont également été rapportés par des observateurs de l’époque,.
Ce processus d’échange de population fut unique par son ampleur et sa légitimation juridique. Il a profondément transformé la composition ethno-religieuse des deux pays et constitue l'un des exemples les plus emblématiques de "nettoyage ethnique légalisé" au XXe siècle.

## Témoignages et reconnaissance
Des universitaires et ONG dénoncent le manque de reconnaissance internationale de ces massacres. Un rapport publié par Anadolu Ajansı en 2015 souligne « le silence occidental face aux violences subies par les musulmans ottomans ».